# 小行星7077
小行星7077（英語：7077 Shermanschultz）是一颗围绕太阳公转的小行星。1982年11月15日，愛德華·鮑威爾在可可尼诺县发现了此天体。
这颗小行星的绝对星等为296.0073696575624等。